# Maryland 200 1966
Maryland 200 1966 var ett stockcarlopp ingående i Nascar Grand National Series (nuvarande Nascar Cup Series) som kördes 24 augusti 1966 på den 0,5 mile (804,67 m) långa ovalbanan Beltsville Speedway i Beltsville i Maryland. Totalt avverkades 100 miles (160,934 km) fördelat på 200 varv. Banunderlaget var asfalt. Loppet vanns av Bobby Allison i en Chevrolet på tiden 1:26.05 körande för Donald Brackins. 
Allisons snitthastighet uppgick till 68,899 mph. Han var vid målgång ensam förare på ledarvarvet, ett varv före tvåan Elmo Langley. Det var Allisons 3:e vinst av totalt 85 i karriären. Prispotten uppgick till 4 740 dollar, varav 1 000 dollar gick till segraren.

## Resultat
| Plc     | Nr | Förare          | Team/ bilägare           | Konstruktör | Start | Varv | Ledda varv |
| ------- | -- | --------------- | ------------------------ | ----------- | ----- | ---- | ---------- |
| 1       | 2  | Bobby Allison   | J.D. Bracken             | Chevrolet   | 1     | 200  | 170        |
| 2       | 64 | Elmo Langley    | Langley-Woodfield Racing | Ford        | 3     | 199  | 0          |
| 3       | 48 | James Hylton    | Bud Hartje               | Dodge       | 4     | 196  | 0          |
| 4       | 87 | Buck Baker      | Buck Baker Racing        | Oldsmobile  | 10    | 195  | 0          |
| 5       | 55 | Tiny Lund       | Lyle Stelter             | Ford        | 5     | 194  | 0          |
| 6       | 73 | Buddy Baker     | Joan Petre               | Ford        | 8     | 193  | 0          |
| 7       | 75 | Earl Brooks     | Gene Black               | Ford        | 9     | 192  | 0          |
| 8       | 65 | Buddy Arrington | Arrington Racing         | Dodge       | 16    | 189  | 0          |
| 9       | 20 | Clyde Lynn      | Negre Racing             | Ford        | 13    | 187  | 0          |
| 10      | 4  | John Sears      | DeWitt Racing            | Ford        | 6     | 185  | 0          |
| 11      | 70 | J.D. McDuffie   | McDuffie Racing          | Ford        | 20    | 183  | 0          |
| 12      | 95 | Bill Seifert    | Seifert Racing           | Ford        | 15    | 176  | 0          |
| 13      | 00 | Jimmy Helms     | i.u.                     | Ford        | 18    | 173  | 0          |
| 14      | 34 | Wendell Scott   | Scott Racing             | Ford        | 12    | 170  | 0          |
| 15      | 50 | Edgar Wallen    | i.u.                     | Chevrolet   | 22    | 149  | 0          |
| 16      | 61 | Joel Davis      | Toy Bolton               | Chevrolet   | 11    | 145  | 0          |
| 17      | 97 | Henley Gray     | Gray Racing              | Ford        | 14    | 126  | 0          |
| 18      | 94 | Don Biederman   | Ron Stotten              | Chevrolet   | 17    | 122  | 0          |
| 19      | 92 | Hank Thomas     | W.S. Jenkins             | Ford        | 7     | 86   | 0          |
| 20      | 42 | Richard Petty   | Petty Enterprises        | Plymouth    | 2     | 30   | 30         |
| 21      | 63 | Larry Manning   | Bob Adams                | Plymouth    | 21    | 17   | 0          |
| 22      | 93 | Blackie Watt    | Harry Neal               | Ford        | 19    | 2    | 0          |
| Källor: |    |                 |                          |             |       |      |            |